# Корі Спінкс
Корі Спінкс (англ. Cory Spinks; 20 лютого 1978, Сент-Луїс, Міссурі, США) — американський боксер — професіонал, який виступав у 1-й середній ваговій категорії. Абсолютний чемпіон світу в напівсередній (версія IBF, 2003—2005; версія WBC, 2003—2005; версія WBA, 2003—2005) і чемпіон світу в 1-й середній (версія IBF, 2006—2007, 2009) вагових категріях. Син Леона Спінкса та племінник Майкла Спінкса.

## Професійна кар'єра
Дебютував у листопаді 1997 року.
У грудні 1998 року Спінкс програв роздільним рішенням Антоніо Діасу.
У квітні 2002 року Спінкс у бою за вакантний титул у напівсередній вазі за версією IBF поступився Мікеле Пічірілло.
У серпні 2002 року Спінкс переміг Рафаеля Пінеду.
У березні 2003 року у повторному бою Спінкс переміг Пічірілло і став чемпіоном у напівсередній вазі.
У грудні 2003 року в бою за звання абсолютного чемпіона світу у напівсередній вазі Спінкс рішенням більшості суддів переміг Рікардо Майоргу. Рішення було спірним.
У квітні 2004 року Спінкс переміг Заба Джуду.
У вересні 2004 року Спінкс переміг Мігеля Анхеля Гонсалеса.

### 5 лютого 2005Заб ДжудаКорі Спінкс (2-й бій)
- Місце проведення:  Севіс Центр, Сейнт-Луїс, Міссурі, США
- Результат: Перемога Джуди технічним нокаутом у 9-му раунді у 12-раундовому бою
- Статус: Чемпіонський бій за титул WBC у напівсередній вазі (3-й захист Спінкса); чемпіонський бій за титул WBA у напівсередній вазі (3-й захист Спінкса); чемпіонський бій за титул IBF у напівсередній вазі (4-й захист Спінкса)
- Рефері: Армандо Гарсія
- Рахунок суддів: Джозеф Паскуале (78—74), Гарі Меррітт (79—73), Том Казмарек (77—75) — все на користь Джуди
- Час: 2:49
- Вага: Джуда 66,20 кг; Спінкс 66,70 кг
- Трансляція: Showtime
- Рахунок неофіційних суддів: Кемерон Холлуей (77—75), Грег Леон (77—75), Людо Саєнс (77—75) — все на користь Джуди

У лютому 2005 року відбувся 2-й бій між Корі Спінксом та Забом Джудою. Ближче до кінця 9-го раунду Джуда довгим лівим гаком потрапив у щелепу застоявся Спінкса. Спінкс одразу ж захитався. Джуда почав його добивати, обрушивши град ударів. Спінкс упав на канвас. Він піднявся на рахунок 3. Після продовження бою претендент продовжив атаку. Чемпіон почав клінчувати. За 20 секунд до кінця раунду Джуда затиснув Спінкса в кутку, і звернув увагу рефері на безпорадність противника. Рефері наказав продовжувати бій. Спінкс вибрався з кута, але відразу опинився в іншому кутку. Джуда провів кілька влучних ударів і рефері зупинив поєдинок. Заб Джуда став новим абсолютним чемпіоном у напівсередній вазі.

### 2006—2007
У липні 2006 року Спінкс рішенням більшості переміг чемпіона світу в 1-й середній вазі за версією IBF Романа Кармазіна.
У лютому 2007 року Спінкс захистив свій титул, перемігши Родні Джонса. Через непопулярність Корі Спінкса у американської публіки, зумовленої спойлерським стилем боксера, телеканал Showtime, який організував вечір боксу в рамках якого проходив цей поєдинок, відмовився транслювати цей бій.

### 19 травня 2007Джермен ТейлорКорі Спінкс
- Місце проведення:  Федекс Форум, Мемфіс, Теннессі, США
- Результат: Перемога Тейлора роздільним рішенням у 12-раундовому бою
- Статус: Чемпіонський бій за титул WBC у середній вазі (4-й захист Тейлора); чемпіонський бій за титул WBO в середній вазі (4-й захист Тейлора)
- Рефері: Майк Ортега
- Рахунок суддів: Дік Флахерті (111—117 Спінкс), Майкл Пернік (115-113 Тейлор), Гейл Ван Хой (117—111 Тейлор)
- Вага Тейлор 72,50 кг; Спінкс 72,50 кг
- Трансляція: HBO
- Рахунок неофіційного судді: Харольд Ледерман (116—114 Тейлор)

У травні 2007 року Спінкс зустрівся з чемпіоном середньої ваги Джерменом Тейлор. У цьому бою очікувався нокаут. Але Тейлор насилу здолав супротивника роздільним рішенням суддів.

### 2008—2012
Наступний бій Корі Спінкс зустрівся з чемпіоном світу за версією IBF, Верно Філліпсом, і в щільному бою програв йому окремим рішенням суддів. Потім у квітні 2009 року в бою за вакантний титул IBF переміг роздільним рішенням суддів, американця, Деандре Латімора (19-1). У першому захисті титулу в 2010 програв нокаутом американцю, Корнеліусу Бандрейджу. Потім Спінкс переміг за очками Шакіра Ашанті, і в елімінаторі IBF переміг за очками Сейшева Пауела. Як обов'язковий претендент знову вийшов на ринг з Бандрейджем. Спінкс програв нокаутом у 7-му раунді.